# Bùi Xuân Lộc (nghệ sĩ)
Nghệ sĩ ưu tú Bùi Xuân Lộc (24 tháng 03, 1957 – 2 tháng 11, 2022) là nhà báo, nhà quay phim, đạo diễn, biên tập viên, nhiếp ảnh gia. Ông nguyên là Hội viên Hội Nhà báo Việt Nam, Ủy viên Ban Chấp hành Hội Liên hiệp Văn học Nghệ thuật Nghệ An, Trưởng Ban Sân khẩu, Phó Chủ nhiệm Câu lạc bộ ảnh Báo chí Nghệ thuật Nghệ An, Phó Trưởng Văn phòng đại diện Tạp chí Nhiếp ảnh và Đời sống khu vực Bắc Trung Bộ. Ông đã gắn bó với Đài PTTH Nghệ An hơn 40 năm và là Trưởng Ban Văn Nghệ của Đài PTTH Nghệ An hơn 35 năm.
Ông Bùi Xuân Lộc luôn có khát khao đến cháy bỏng lưu giữ, bảo tồn không chỉ cho hôm nay mà cả mai sau kho tàng dân ca quý báu của dân tộc. Ông luôn muốn thể hiện những tư tưởng, giá trị biểu cảm của truyền thống dân ca ví giặm xứ Nghệ - những giá trị được chưng cất, lắng đọng hàng nghìn đời được ông nâng niu chuyển tải trong mỗi tác phẩm.
Ông là người sớm đưa các loại hình sân khấu dân ca ví giặm lên truyền hình từ năm 1984 với vở “Dấu chân phía trước”. Và rồi đến năm 1992, vở diễn dân ca xứ Nghệ với tựa đề “Nhất tâm đợi bạn” của Bùi Xuân Lộc đoạt giải Vàng Liên hoan Truyền hình toàn quốc. Tác phẩm ca nhạc với chất liệu ngôn ngữ dân ca xứ nghệ của ông đã trở thành kinh điển như lời nhận xét của một vị chủ tịch hội đồng chấm giải được tiếng “khó tính, khắt khe” cả nước.
Ông Bùi Xuân Lộc còn đóng góp trí tuệ, tài năng mở hướng bảo tồn, gìn giữ kho tàng dân ca xứ Nghệ bằng chương trình dạy hát dân ca trong hệ thống trường học từ tiểu học đến trung học trên địa bàn Nghệ An. 

## Sự nghiệp
- Từ tháng 01/1991 đến tháng 11/1992: ông giữ chức vụ Trưởng Trung tâm nghe nhìn Đài PTTH Nghệ An      - Từ tháng 12/1992 đến tháng 04/2001: Ông giữ chức vụ Phó Trưởng phòng Văn nghệ - Chuyện mục - Thông tin quảng cáo tại Đài PTTH Nghệ An.
- Từ tháng 05/2001 đến tháng 09/2004: ông giữ chức vụ Phó trưởng phòng Văn Nghệ - Đài PTTH Nghệ An.
- Từ tháng 10/2004 đến tháng 09/2007: ông giữ chức vụ Phó ban chương trình, Đài PTTH Nghệ An.
- Từ tháng 10/2007 đến tháng 03/2017: ông giữ chức vụ Trưởng phòng văn nghệ, Đài PTTH Nghệ An.

## Tác phẩm và giải thưởng

### Tác phẩm
| Năm  | Tên giải thưởng                | Tên tác phẩm được giải                                | Vai trò                                |
| 2000 | Huy chương Vàng                | Nhất tâm đợi Bạn                                      | Kịch bản - Đạo diễn                    |
| 2002 | Huy chương Bạc                 | Đợi chờ                                               | Kịch bản - Đạo diễn                    |
| 2004 | Huy chương Vàng Huy chương Bạc | Chiều 30 ở Ngã ba Đồng Lộc Tráng khúc sau chiến tranh | Kịch bản - Đạo diễn                    |
| 2007 | Huy chương Bạc                 | Hương Rừng                                            | Kịch bản - Đạo diễn                    |
| 2013 | Huy chương Vàng Huy chương Bạc | Hồn Anh ngủ nơi thắt lưng em Khúc đồng dao cho em     | Kịch bản - Đạo diễn Chỉ đạo nghệ thuật |
| 2015 | Huy chương Bạc                 | Suối ngàn tình yêu                                    | Kịch bản - Đạo diễn                    |
| 2016 | Huy chương Vàng                | Quê hương trong mắt em                                | Kịch bản - Đạo diễn                    |

Tác phẩm khác:
Âm thầm suốt trên 35 năm cống hiến cho đời những tác phẩm nghệ thuật giàu giá trị nhân văn, nhà báo Xuân Lộc cùng với đồng nghiệp của mình xây dựng được nhiều chương trình văn nghệ - giải trí có dấu ấn và bản sắc, phát sóng hàng  ngày đều đặn trên 2 sóng phát thanh - và truyền hình từ nhiều năm qua như: Tạp chí văn nghệ cuối tuần; Giới thiệu tác giả tác phẩm; Sắc màu văn hóa các dân tộc, Âm nhạc và tuổi trẻ, Tuổi thần tiên, Quê mình xứ Nghệ, tổ chức các chương trình Live show, vv...

## Giải thưởng
- Năm 1999 được chủ tịch UBND tỉnh tặng bằng khen vì hoàn thành xuất sắc nhiệm vụ trong năm (QĐ khen thưởng số 1894/QĐ.UB-KT-CT ngày 18/6/1999).
- Năm 2000 Hội nhà Báo Việt Nam tặng Kỷ niệm chương vì sự nghiệp Báo chí Việt Nam( QĐ số 1309 QĐ HC ngày 9/6/2000).
- Năm 2000 được chủ tịch UBND tỉnh tặng bằng khen vì hoàn thành xuất sắc nhiệm vụ trong năm (QĐ khen thưởng số 3261/QĐ-KT-CT ngày 30/11/2000).
- Năm 2001 được chủ tịch UBND tỉnh hai lần tặng bằng khen vì hoàn thành xuất sắc nhiệm vụ trong năm (QĐ khen thưởng số 463/QĐ-KT-CT ngày 22/2/2001và QĐ số 804 QĐ KT-CT ngày 26/3/2001).
- Năm 2002 được Đài THVN tặng Bằng khen vì hoàn thành xuất sắc nhiệm vụ (QĐ khen thưởng số 13/QĐ-THVN ngày 9/1/2002).
- Năm 2003 được chủ tịch UBND tỉnh tặng bằng khen vì hoàn thành xuất sắc nhiệm vụ trong năm (QĐ khen thưởng số 3674/QĐ.KT-CT ngày 26/9/2003).
- Năm 2004 được chủ tịch UBND tỉnh tặng bằng khen vì hoàn thành xuất sắc nhiệm vụ trong năm (QĐ khen thưởng số 352/QĐ.KT-CT ngày 30/1/2004).
- Huy chương Vàng Đài THVN(QĐ khen thưởng số 09/QĐ-THVN ngày 8/1/2004).
- Năm 2005 được chủ tịch UBND tỉnh hai lần tặng bằng khen vì hoàn thành xuất sắc nhiệm vụ trong năm (QĐ khen thưởng số 336/QĐ-KT-CT ngày 25/1/2005và QĐ số 595/ QĐ KT-CT ngày 18/2/2005).
- Năm 2006 được chủ tịch UBND tỉnh tặng bằng khen vì hoàn thành xuất sắc nhiệm vụ trong năm (QĐ khen thưởng số 177/QĐ.KT-CT ngày 13/1/2006).
- Năm 2006 được Tổng giám đốc Đài THVN tặng Bằng khen vì sự nghiệp truyền hình Việt Nam (QĐ khen thưởng số 1030/QĐ-THVN ngày 22/8/2006).
- Năm 2006 được Tổng giám đốc Đài TNVN tặng Bằng khen vì sự nghiệp phát thanh Việt Nam (QĐ khen thưởng số 593/QĐ-TNVN ngày 30/8/2006).
- Năm 2007 được Đài THVN tặng Bằng khen vì hoàn thành xuất sắc nhiệm vụ (QĐ khen thưởng số 63/QĐ-THVN ngày 13/1/2007).
- Năm 2008 được chủ tịch UBND tỉnh hai lần tặng bằng khen vì hoàn thành xuất sắc nhiệm vụ trong năm (QĐ khen thưởng số 492/QĐ-KT-CT ngày 14/2/2008và QĐ số 4996/ QĐ KT-CT ngày 10/11/2008).
- Năm 2009 được chủ tịch UBMTTQ tỉnh tặng Bằng khen vì thành tích Tết cho Người nghèo ( QĐ số 46/QĐ MTNA ngày 30/12/2009).
- Năm 2010 được chủ tịch UBND tỉnh tặng bằng khen vì hoàn thành xuất sắc nhiệm vụ trong năm (QĐ khen thưởng số 4495/QĐ.KT-CT ngày 1/10/2010).
- Năm 2011 được chủ tịch UBND tỉnh tặng bằng khen vì hoàn thành xuất sắc nhiệm vụ trong năm (QĐ khen thưởng số 2503/QĐ.KT-CT ngày 29/06/2011).
- Năm 2012 được chủ tịch UBND tỉnh hai lần tặng bằng khen vì hoàn thành xuất sắc nhiệm vụ trong năm (QĐ khen thưởng số 482/QĐ-KT-CT ngày 24/2/2012và QĐ số 95/ QĐ KT-CT ngày 15/02/2012).
- Năm 2012 được Chủ tịch nước CHXHCNVN tặng Bằng Nghệ sỹ ưu tú ( QĐ số 532/QĐ/CTN ngày 27/4/2012.
- Năm 2013 được chủ tịch UBND tỉnh hai lần tặng bằng khen vì hoàn thành xuất sắc nhiệm vụ trong năm (QĐUB.TĐ tháng 9 năm 2013 và QĐ số 4118/ QĐUB TĐ ngày 16/09/2013).
- Giải Vàng LH PT-TH toàn Tỉnh ( QĐ số 6380/QĐ-UBND ngày 26/12/2013).
- Năm 2014 được chủ tịch UBND tỉnh tặng bằng khen vì hoàn thành xuất sắc nhiệm vụ XD Hồ sơ Di sản dân ca Ví -Giặm NT (QĐ khen thưởng số 316/QĐ.KT-CT ngày 24/1/2014).
- Năm 2014 được Bộ trưởng Bộ TTTT tặng Bằng khen vì hoàn thành xuất sắc phong trào thi đua 2014(QĐ số224/QĐ-BTTTT ngày 2/3/2015).
- Năm 2015 được Bộ trưởng Bộ VH-TT và Du lịch tặng Kỷ niệm chương vì sự nghiệp VHTT& DL( QĐ số 2760/QĐ-BVHTTDL ngày 17/8/2015.
- Năm 2015 được chủ tịch UBND tỉnh tặng bằng khen vì hoàn thành xuất sắc nhiệm vụ trong năm (QĐ khen thưởng số 6220/QĐUBND TD ngày 28/12/2015).
- Liên tục từ năm 2011  đến 2015, được công nhận danh hiệu “Chiến sỹ thi đua cấp cơ sở” (Quyết định số 31/QĐ PTTH ngày 10/1/2011; QĐ số 95/QĐPT-TH 15/02/2012; QĐ số 1095 ngày 24-12-2013; QĐ 866 /QĐ PT-TH ngày 12/12/2014; QĐ số 881/QĐ PT-TH ngày 31/12/2015.
- Đã được Hội Nhà báo trao tặng Kỷ niệm chương vì sự nghiệp báo chí.